# أرثوكلاز
الأرثوكلاز أو الأرثوكليز (بالإنجليزية: Orthoclase) هو صخر ناري وهو نوع من الفلسبار القلوي لونه غالباَ ما يكون مائلا إلى الأحمرار. الصيغة الكيميائية له هي KAlSi3O8

## الاستخدامات
فلز الأرثوكلاز والميكروكلين كلاهمـا له نفس التركيب الكيميائي KAlSi3O8 كما يشتركان في معظم الخواص الطبيعيـة مثل الصلادة والمخدش الأبيض والانفصام الكامل والوزن النوعى (2,57) والبريق الزجاجى بينمـا يغلب على الميكروكلين اللون الأخضر الذي يعرف في هذه الحالة باسم الأمازونيت Amazonite والفرق- من ناحية التبلور- بينهما هو أن بلورات الأرثوكلاز تنتمى إلى فصيلة الميل الواحد بينما تنتمى بلورات الميكروكلين إلى فصيلة الميول الثلاثة.